# Basílica menor de Nuestra Señora de Peñafrancia
La Basílica Menor de Nuestra Señora de Peñafrancia está situada en las afueras de la ciudad de Naga en la región de Bicol en Filipinas. La Imagen de Nuestra Señora de Peñafrancia está consagrada en su santuario en la Basílica Menor, Balatas Camino a la ciudad de Naga City. El actual rector es el Monseñor Rodel Cajot, nombrado en 2011.
El 22 de mayo de 1982, se le dedicó como La Iglesia de Nuestra Señora de la Peña de Francia y no fue hasta el 22 de mayo de 1985 que a la iglesia se le dio el título de "Basílica Minore" de Roma, después de una petición del tercer arzobispo de Cáceres, Leonardo Z. Legaspi.